# جون إدوين هولمز
جون إدوين هولمز (بالإنجليزية: John Edwin Holmes) هو محامي وسياسي أمريكي، ولد في 28 ديسمبر 1809 في غلاستونبوري في الولايات المتحدة، وتوفي في 8 مايو 1863 في أنابولس في الولايات المتحدة. حزبياً، نشط في الحزب الديمقراطي. وقد انتخب عضو جمعية ولاية ويسكونسن.